# Campionati svizzeri di sci alpino 1980
Ai Campionati svizzeri di sci alpino 1980 furono assegnati i titoli di discesa libera, slalom gigante, slalom speciale e combinata, sia maschili sia femminili; oltre agli sciatori svizzeri poterono concorrere al titolo anche gli sciatori di nazionalità liechtensteinese.

## Risultati
| Specialità      | Uomini             | Donne                   |
| --------------- | ------------------ | ----------------------- |
| Discesa libera  | Peter Müller       | Annemarie Bischofberger |
| Slalom gigante  | Joël Gaspoz        | Marie-Theres Nadig      |
| Slalom speciale | Peter Lüscher      | Erika Hess              |
| Combinata       | Christian Welschen | Marlies Wittenwiler     |